# 卡马雷纳德拉谢拉
卡马雷纳德拉谢拉，是西班牙阿拉贡自治区特鲁埃尔省的一个市镇。总面积80平方公里，总人口165人（2001年），人口密度2人/平方公里。